# Kwasy fulwowe

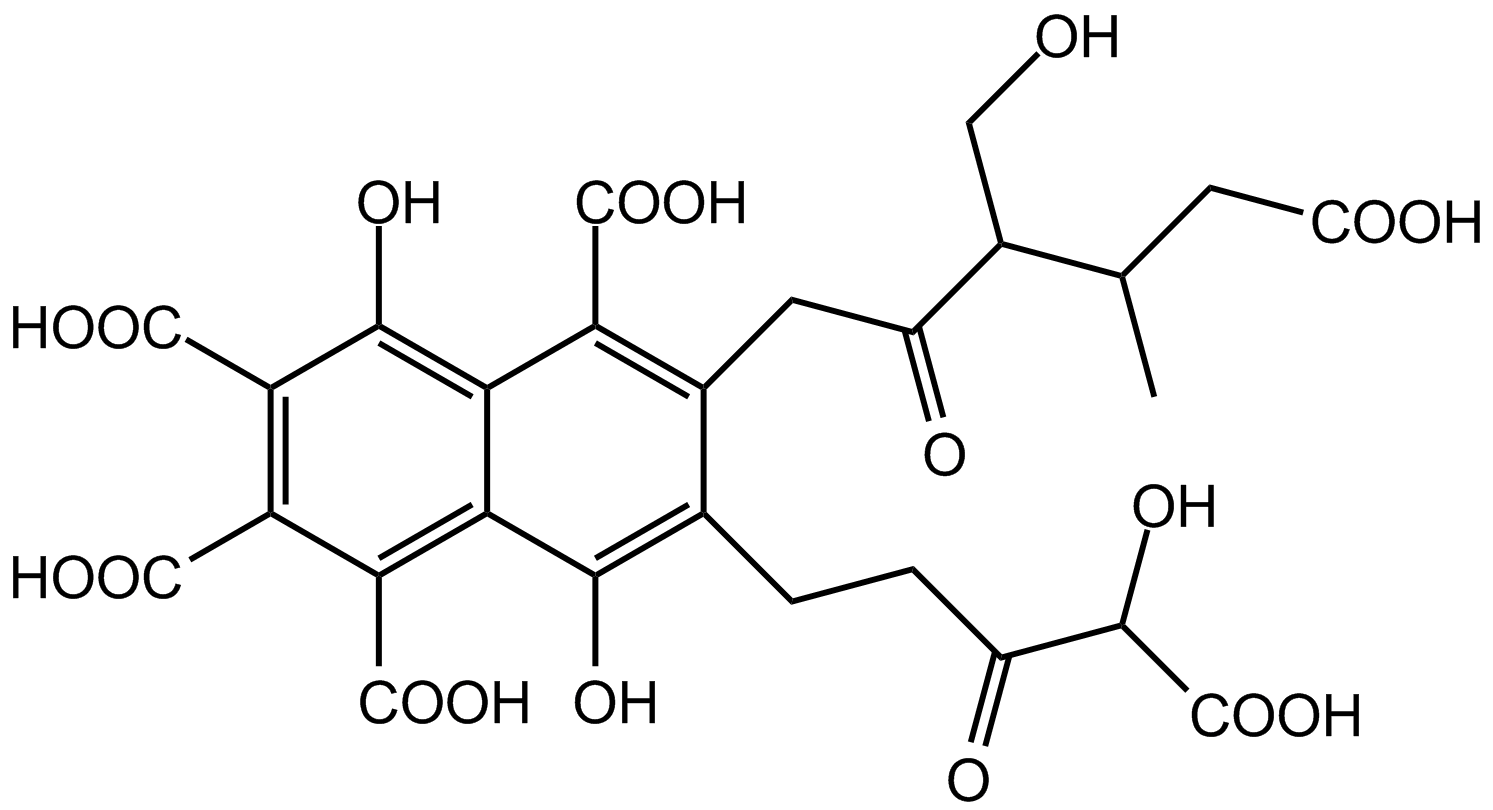
Typowy kwas fulwowy

Kwasy fulwowe – organiczne związki chemiczne o charakterze kwasowym będące częścią próchnicy glebowej (obok kwasów huminowych i humin). Są one dobrze rozpuszczalne w wodzie, alkoholu, alkaliach oraz w kwasach mineralnych.
Kwasy fulwowe (podobnie jak inne substancje humusowe) nie mają ściśle określonego składu i struktury, lecz stanowią umowną grupę cząstek, różniącą się pod względem wielkości, masy cząsteczkowej i właściwości, a wydzielaną na podstawie różnic rozpuszczalności w różnych rozpuszczalnikach.
Zbudowane są z pierścieni aromatycznych zawierających liczne grupy funkcyjne (głównie kwasowe grupy fenolowe i karboksylowe) i łańcuchy boczne, powiązane wiązaniami wodorowymi i siłami van der Waalsa. Masa cząsteczkowa jest rzędu kilku tysięcy daltonów. Procentowy udział poszczególnych pierwiastków nie jest stały, jednak różni się wyraźnie od procentowego składu innych związków organicznych. Kwasy fulwowe z procentach atomowych zawierają: 44–49% C; 3,5–7,5% H; 44–49% O; 0,3–4% N.
W porównaniu do kwasów huminowych charakteryzują się one prostszą, bardziej jednorodną budową, niższą masą cząsteczkową i większą rozpuszczalnością. Są one od nich też jaśniejsze, mają mniejszą procentową zawartość atomów węgla, za to więcej struktur alifatycznych.